# Ex vivo

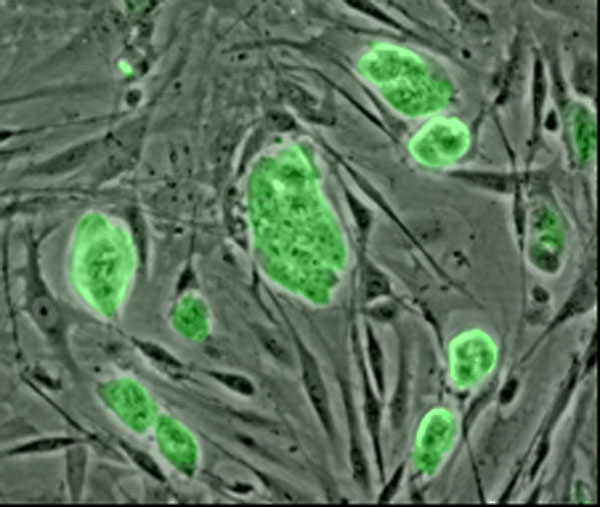
Ембріональні стовбурові клітини миші із флюоресцентним маркером.

Ex vivo (у перекладі з латинської мови: поза живим) означає, що події відбулися чи відбуваються в живих тканинах але поза живого організму.
У науці цей термін уживають тоді, коли мають на увазі експерименти над живими тканинами (чи всередині них) у штучних умовах поза організмом. Найпоширеніші експерименти «ex vivo» — це експерименти над живими клітинами або тканинами, які одержали з організмів і вирощують у лабораторних умовах. Умови вирощування таких клітин чи тканин мають бути стерильними. Термін вирощування — від кількох днів до кількох тижнів. Живі клітини у культурі — це добра модель усього організму. Експерименти ex vivo проходять in vitro, але ці слова не синоніми.